# 大盜巴拉巴
《大盜巴拉巴》是瑞典作家拉格奎斯特的文學作品，於1951年獲诺贝尔文学奖。
故事以《新約聖經》中著墨極少的大盜巴拉巴一生作為題材，並以多個與耶穌同時代的基督教信仰的觀念作為反面教材，帶出應該如何表現愛耶穌基督的訊息。

## 外部連結
- 我讀大盜巴拉巴（页面存档备份，存于）